# Roubanina
Roubanina är en ort i Tjeckien.   Den ligger i regionen Södra Mähren, i den östra delen av landet, 160 km öster om huvudstaden Prag. Roubanina ligger 471 meter över havet och antalet invånare är 131.
Terrängen runt Roubanina är platt österut, men västerut är den kuperad.Runt Roubanina är det ganska tätbefolkat, med 67 invånare per kvadratkilometer. Närmaste större samhälle är Svitavy, 18,0 km nordväst om Roubanina. I omgivningarna runt Roubanina växer i huvudsak blandskog.